# Даллас (Джорджія)
Даллас (англ. Dallas) — місто (англ. city) в США, в окрузі Полдінг штату Джорджія. Населення — 14 042 особи (2020).

## Географія
Даллас розташований за координатами 33°54′52″ пн. ш. 84°50′33″ зх. д. / 33.91444° пн. ш. 84.84250° зх. д. (33.914433, -84.842533).  За даними Бюро перепису населення США в 2010 році місто мало площу 18,37 км², з яких 18,28 км² — суходіл та 0,09 км² — водойми.

## Демографія
Згідно з переписом 2010 року, у місті мешкали 11 544 особи в 4458 домогосподарствах у складі 2909 родин. Густота населення становила 628 осіб/км².  Було 4970 помешкань (271/км²).
Расовий склад населення:
| - 61,1 % — білих - 31,2 % — чорних або афроамериканців - 1,3 % — азіатів - 0,4 % — корінних американців - 3,0 % — осіб інших рас |

До двох чи більше рас належало 3,0 %. Частка іспаномовних становила 7,2 % від усіх жителів.
За віковим діапазоном населення розподілялося таким чином: 29,7 % — особи молодші 18 років, 60,8 % — особи у віці 18—64 років, 9,5 % — особи у віці 65 років та старші. Медіана віку мешканця становила 30,9 року. На 100 осіб жіночої статі у місті припадало 83,0 чоловіків;  на 100 жінок у віці від 18 років та старших — 75,2 чоловіків також старших 18 років.
Середній дохід на одне домашнє господарство  становив 54 909 доларів США (медіана — 49 417), а середній дохід на одну сім'ю — 57 787 доларів (медіана — 56 454). Медіана доходів становила 41 342 долари для чоловіків та 49 799 доларів для жінок. За межею бідності перебувало 28,0 % осіб, у тому числі 38,3 % дітей у віці до 18 років та 29,3 % осіб у віці 65 років та старших.
Цивільне працевлаштоване населення становило 5436 осіб. Основні галузі зайнятості: освіта, охорона здоров'я та соціальна допомога — 23,4 %, роздрібна торгівля — 19,4 %, мистецтво, розваги та відпочинок — 13,4 %, науковці, спеціалісти, менеджери — 9,9 %.